# Tondo Einkaufszentrum
Het Tondo Einkaufszentrum is een overdekt winkelcentrum in de wijk Tonndorf in Wandsbek, een stadsdeel van Hamburg. 

## Ligging
Het winkelcentrum ligt in de wijk Tonndorf in het stadsdeel Wandsbek aan de noordoostzijde van Hamburg. Aan de noordzijde grenst het winkelcentrum aan de Studioweg en de spoorlijn Hamburg-Lübeck, aan de oostzijde grenst het aan een groenvlakte, aan de zuidzijde aan de Tonndorfer Hauptstraße, waar het gedeeltelijk grenst aan een bestaand wooncomplex. Aan de westzijde grenst het complex aan de Sonnenstraße. Het station Hamburg Tonndorf ligt op ca. 100 meter.  

## Geschiedenis
De wijk Tonndorf werd lange tijd gescheiden door de spoorlijn en had geen echt centrum. Daarom werd er plan gemaakt voor een nieuw centrum. Na 4,5 jaar bouwtijd werd er in mei 2007 een nieuwe onderdoorgang onder het spoor geopend. Daarnaast werd er een busstation, een nieuw treinstation gerealiseerd. Het winkelcentrum opende al op 28 februari 2006, na 10 maanden bouwtijd. Met de realisatie van het nieuwe 'gezicht' voor Tonndorf was een bedrag van € 100 miljoen gemoeid.

## Gebruik
Het complex heeft een oppervlakte van ca. 13.000 m² en biedt op 6.000 m² onderdak aan ongeveer 17 winkels op de begane grond. De ankerhuurders zijn supermarkt REWE en de textieldiscounters Ernsting’s family en KiK. Bij de opening van het centrum was bouwmarkt Toom ook een ankerhuurder. Naast de winkels, biedt het complex onderdak aan artsenpraktijken en kantoren. Het centrum beschikt over een parkeergarage met 530 plaatsen.    

## Eigendom
Het complex werd gerealiseerd door de projectontwikkelaar Matrix Immobilien uit Frankfurt am Main. Op 1 januari 2015  werd het centrum in een transactie met meer vastgoed verkocht aan Immobilien Europa Direkt van Schroders Property Investment Management.